# Expedição Pancho Villa
A Expedição Pancho Villa (oficialmente conhecida nos Estados Unidos como o Expedição Mexicana) e às vezes coloquialmente referida como Expedição Punitiva, foi uma operação militar conduzida pelo Exército dos Estados Unidos contra as forças paramilitares de Francisco "Pancho" Villa entre 1916-1917 no México. A expedição foi em retaliação da incursão ilegal de Villa nos Estados Unidos e o ataque à aldeia de Columbus em condado de Luna, Novo México durante a Revolução Mexicana. Assim, em 14 de março de 1916, o exército norte-americano envia uma expedição militar para capturar Francisco Villa vivo ou morto e pôr um fim a quaisquer incursões futuras por suas forças paramilitares em solo americano.
A Terceira Intervenção dos Estados Unidos no México com o envio de 10 000 tropas, era comandada pelo general John J. Pershing, e embora não seja bem-sucedida em capturar e punir Villa foi considerada uma preparação militar e um teste para um futuro envolvimento dos Estados Unidos na Primeira Guerra Mundial. A expedição terminou em 7 de fevereiro de 1917.

## Ver Também
- Revolução Mexicana
- Ocupação americana de Veracruz